# Brestanica
Brestanica (do leta 1953 Rajhenburg, nemško Reichenburg) je naselje trškega značaja v Občini Krško.
Središče naselja se nahaja v ozki dolini ob izlivu istoimenskega potoka v Savo. V zadnjih desetletjih se naselje širi ob Savi, zlasti na sever, v širši del doline proti Senovem, ki se z Brestanico funkcionalno združuje v enotno naselje. Ob Savi se nahaja tudi Termoelektrarna Brestanica, ki je na svoji prejšnji lokaciji bila zgrajena ob premogovniku Senovo in se kot prva v Sloveniji preusmerila proizvodnjo elektrike iz zemeljskega plina.

## Zgodovina
Naselbina se v starih zapisih prvič omenja že leta 838, ko naj bi mejnemu grofu Salachonu pribežal slovansko-panonski knez Pribina. Verjetno je že takrat stala na grajskem griču utrjena postojanka ali celo grajska stavba. Tako spada Brestanica med najstarejše slovenske kraje. V ohranjenih pisnih virih listina z dne 29. septembra 895, prvič navaja grad Rajhenburg, vendar je bila v raziskavah spoznana za ponaredek. Naselje z okolico ima bogato zgodovinsko preteklost, saj so ohranjeni zgodovinski ostanki tako iz časa prazgodovine, kot iz časa rimskega obdobja, ko naj bi mimo Brestanice bila speljana rimska cesta Neviodunum-Celeia. Prav pri Brestanici naj bi cesta prečkala reko Savo, o čemer pričajo ostanki starega rimskega mostu.
Naselje pod gradom naj bi že leta 1322, skupaj s Sevnico, dobilo trške pravice, sočasno kot so Brežice dobile mestne pravice (t.i. Salzburška posest v Posavju), vendar pisni viri naselbino kot trg omenjajo šele leta 1432, s pravicami do tedenskih trških dni ter štirimi živinsko kramarskimi sejmi letno. To je dalo Brestanici za dolgo časa pečat obrtno trgovskega centra širšega zalednega področja pod Bohorjem.

### Druga svetovna vojna
Potem, ko je nemški okupator iz gradu izgnal menihe trapiste, je maja 1941 uredil preselitveno taborišče, skozenj je šlo v izgnanstvo okoli 45.000 Slovencev, večinoma prebivalcev Posavja, kar je bilo številčno največ na ozemlju Slovenije. V letih 1942 do 1945 so bili v gradu razni nacistični uradi. Sedaj je v gradu Muzej novejše zgodovine Slovenije enota Brestanica.

## Turizem
Bogato zgodovinsko ozadje, ugodna lega ter kulturne in naravne znamenitosti v kraju in neposredni okolici dajejo Brestanici možnost za razvoj turizma. V namen promocije turizma, v kraju deluje Turistično društvo Brestanica, ki organizira kulturne prireditve v kraju ter skrbi za promocijo kraja na spletu. V Brestanici deluje tudi letno kopališče Bazen Brestanica.

## Kulturne znamenitosti
- Grad Rajhenburg
- Grad Turn - spodnji grad; Območje gradu obsega široko, v več terasah urejeno sleme in pobočja pomola severno nad Savo in izlivom potoka Brestanica. Spomenik lokalnega pomena.
- Bazilika Lurške Matere Božje - bazilika in župnijska cerkev
- Cerkev sv. Boštjana
- Cerkev sv. Mohorja in Fortunata - na hribu Mohor nad trgom
- Cerkev sv. Petra in Pavla - nekdanja župnijska cerkev, sedaj podružnična; spomenik lokalnega pomena

## Naravne znamenitosti
Brestanica z lego v manjši kotlini, katero od zunaj omejujejo hribi Bohorja, Sremiča in vzhodnega dela Zasavskega hribovja, ponuja odlične možnosti izhodov na okoliške vrhove. Najbolj priljubljena točka pohodnikov je bližnji, dobro uro hoda oddaljen vrh Mohor s cerkvijo na sremiškem hribovju.
Svojevrstna zanimivost so ribniki Mačkovci, umetno narejeni, kateri s premerom dobrega pol kilometra združujejo tri večje ribnike. Ležijo razpeti med gozdovi okoliških gričev, na največjem je razvit ribolov in ob njem gostinska dejavnost (restavracija).

## Gospodarstvo
Kraj ima tako v lokalnem, kot tudi v regijskem smislu pomembno gospodarsko vlogo. Poleg manjših podjetnikov (v večini s.p.) nosita glavno gospodarsko vlogo dve podjetji: Termoelektrarna Brestanica in DS Smith Brestanica. Skupno zaposlujeta 350 ljudi.

### Termoelektrarna Brestanica
Sodi med večje v državi in deluje že 60 let. Od začetkov izgradnje pa do danes je doživela tako poslovne in tehnološke vzpone kot tudi obdobja stagnacije, ves čas pa je pomenila za Posavje in posavsko prebivalstvo možnost razvoja in napredka. Trenutno zaposluje okoli 130 delavcev. Za elektro-energetski sistem Slovenije predstavlja dandanes elektrarna s svojimi sistemskimi storitvami predvsem zanesljiv rezervni vir napajanja v najbolj kritičnih trenutkih.

### DS Smith Brestanica
Po številu zaposlenih je DS Smith največje podjetje v kraju in zaledju. Usmerjeno je v proizvodnjo papirja in paprinih izdelkov. Letno proizvedejo 60 milijonov m2 valovitega kartona, za katerega porabijo blizu 40.000 ton papirja. Večino proizvedenega valovitega kartona je proizvedenega v embalaži okolju neoporečnega izdelka. Podjetje zaposluje okoli 280 delavcev.

## Šport v kraju
V Brestanici deluje Odbojkarsko društvo Brestanica, ki je bilo ustanovljeno v tridesetih letih minulega stoletja. Sedaj je to le ženski klub imenovan Kostak-Elmont, ki svoje tekme igra v dvorani OŠ Adama Bohoriča.

## Znani Brestaničani
- Adam Bohorič - jezikoslovec, slovničar in učitelj
- Uroš Šerbec - rokometaš
- Klemen Cehte - rokometaš
- Primož Kozmus - atlet, olimpijski in svetovni prvak v metu kladiva
- Tomaž Petrovič - nogometni trener
- Manca Grubič - podjetnica
- Ester Sokler - nogometaš
- Nejc Cehte - rokometaš
- Petra Bezjak Cirman - novinarka
- Olga Kacjan - gledališka in filmska igralka
- Bernarda Žarn - TV-voditeljica
- Nik Škrlec - igralec